# Verrucadithella jeanneli
Verrucadithella jeanneli es una especie de arácnido del orden Pseudoscorpionida de la familia Tridenchthoniidae.

## Distribución geográfica
Se encuentra en Kenia y en Uganda.